# ステパンチコヴォ村とその住人
『ステパンチコヴォ村とその住人』（ステパンチコヴォむらとそのじゅうにん、ロシア語: Село  Степанчиково  и  его  обитатели）は、フョードル・ドストエフスキーの長編小説で、1859年、ロシアの『祖国雑記』11月号と12月号に分載された。

## 概要
シベリヤ流刑後に、ドストエフスキーの名で発表されたものでは『伯父様の夢』に次ぎ2番目の初期作品となる。この作品も『伯父様の夢』と同様にユーモア小説の系列に属するものである。また、文壇復帰へ向けたドストエフスキーの並々ならぬ決意がこめられた作品で、兄ミハイル宛の手紙でも「私の最も優れた作品である」（1859年5月9日付）との自負を吐露している。
2部構成で、第1部は12章、第2部は6章からなる。
この作品についてドストエフスキー自ら兄ミハイル宛の手紙で、「私はこの作品にわが魂を込め、わが血肉を分け与えたのです。（中略）ここには2つの巨大な典型的性格があります。（中略）完全にロシア的な、それでいていままでロシア文学によって十分に示されなかった性格があります」と述べている。（1859年5月9日付）この手紙はシベリアのセミパラチンスクから兄宛に出されたもので、この時点ではドストエフスキーのシベリア生活はまだ終わっていなかった。そのことは、この作品がまだ厳しい検閲下で書かれたことを考慮する必要がある。
『伯父様の夢』と並んであえてユーモア手法を採用したこともドストエフスキーが検閲を意識していたことは充分考えられる。そして、ここに描かれた「2つの巨大な典型的性格」も当時のロシアにおける保守的性格に属するものである。しかも、その1つの典型的性格であるファマー・フォミッチは、まさにロシア正教と農奴制を擁護したニコライ・ゴーゴリの『交友書簡抜粋』の思想を体現するといってもよい人物として描かれているのである。ペトラシェフスキー事件でドストエフスキーが逮捕・投獄された容疑が、ゴーゴリの『交友書簡抜粋』を反動的であるとして痛烈に批判したヴィッサリオン・ベリンスキーの『ゴーゴリへの手紙』を会員仲間の前で朗読したことによるものであったことを考えれば、そこにはきわめて複雑な思いがあったであろうことは推察できる。
この作品は「私」＝セルゲイ・アレクサンドロヴィッチ（セリージャ）が語り手となって物語が進行する。登場する「2つの巨大な典型的性格」とは、1人は伯父のイェゴール・イリイッチ・ロスターニェフ大佐であり、もう1人は伯父の家に君臨するファマー・フォミッチである。「私」は幼い頃に両親を失い伯父の元で育てられた。誠実で、寛容で無邪気なほどのお人好しである伯父に対しては深い感謝と尊敬の念を抱いている。「私」は、今は実家を離れて都会暮らしをしているが、伯父から実家に来るようにとの手紙を受け取る。そこには結婚相手を紹介するとも書いてあった。その女性との結婚に期待をかけて「私」は実家に戻るが、そこにはとんでもない出来事が待っていたのである。
伯父の家には、娘と息子と叔母の他に、母親とその取り巻きや親戚筋にあたる資産家の女性と貧乏貴族青年、さらに子供達の家庭教師している若い女性などが暮らしていた。伯父が「私」に結婚相手として薦めようとしていたのは、この家庭教師だったのだが、実は、伯父はこの家庭教師のことを内心では深く愛していたのである。しかし、母親もその取り巻き連も伯父を親戚筋にあたる資産家の女性と結婚させようとしていて、その家庭教師をできれば家から追い出したいと考えていたのである。母親と取り巻きだけならまだしもそこにファマー・フォミッチというやっかいな男が伯父の前にたちはだかることになる。この男は、母親の亡夫である退役将軍の書生をしていたのであるが、夫が健在の頃は言ってみれば気むずかしい夫の小間使いであり、打たれ役であり、道化役であったのだが、少しずつ夫の陰で権勢を伸ばし、夫人に取り入って、夫が亡くなってからは完全に将軍夫人をも支配下に治めてしまったのである。しかもあろうことかファマー・フォミッチは将軍夫人の自分への崇拝と畏敬の感情をうまく利用して伯父の家でまさに自分こそがご主人様であるかのごとくに君臨していたのである。彼は、家の召使いや農奴たちには容赦のない男だったが、同時に主人たる伯父に対しても貴族としての徳行を示すべきだと容赦のない注文をつけてくる。お人好しで善良な伯父は、歳の離れた若い娘との結婚はやはり他の者たちにも受け容れられないだろうと、自分の気持ちを抑え、思案のうえひねり出したのが、甥である「私」とその女性との結婚という案だった。それならば、これから先も彼女を自分の家に置いておけるというわけだ。「私」はたんなるダシに使われるだけの存在すぎないのであるが、伯父の本心を知ったあともけっして伯父への恨みを持つことはなかった。初めは期待が裏切られショックを受けるが伯父の誠実で善良な性格を知っているので、むしろ彼を援護する側にまわることになる。母親とファマー・フォミッチなどその取り巻き連中と伯父との対決は、まさに活劇そのものである。ファマー・フォミッチの目もくらむような圧倒的な弁舌の前に、伯父の運命はもはや決せられたも同然であるが、ファマー・フォミッチは最後にどんでん返しをやってのけるのであった。
「私」は最後までファマー・フォミッチに対しては反感の情を失わないが、結局ファマー・フォミッチは、まるで手品師のようにすべてをまるく収めて、相変わらずご主人様のように君臨し続けたのである。しかも伯父の彼に対する敬愛の気持ちも最後まで揺らぐことはなかったというわけである。ファマー・フォミッチという人物に対する反感と受容、ここにドストエフスキーの葛藤をみることができるのではないだろうか。ドストエフスキーは、ゴーゴリから多大な文学的影響を受けたが、『交友書簡抜粋』におけるゴーゴリの思想は彼にはとうてい受け容れ難いものであった。だからこそ彼は、かつてこれを痛烈に批判したベリンスキーの『ゴーゴリへの手紙』に共感を抱いたわけであるが、他方で、シベリア流刑後の今の自分の中ではそれを否定し、放逐し去るだけではすまない何かが生まれていた。その何かは、たんに検閲への配慮だけではないであろう。それは、おそらく彼がこの後もさらに優れた作品を生み出す原動力となっていったものであるに違いない。
ともあれ、この作品ではドストエフスキーの筆はまさに躍動していると言ってよい。作家丸谷才一がドストエフスキーの「全著作のなかから何か1つと請われれば、たぶん『スチェパンチコヴォ村とその住人』を選ぶことになるのではないかという気がする」（「読まれないドストエフスキー」）と言ったというのも頷ける。ドストエフスキーもこの作品に絶対の自信を持っていたし、もしこれが読者に受け容れられなければ、自分は絶望するしかない、と考えていたようだが、残念ながら成功を収めることはできなかった。しかし、彼はけっして絶望はしなかった。それからわずか1年ほどで彼は『死の家の記録』と『虐げられた人びと』というさらなる傑作を世に送り出すのである。なお、著名な俳優・演出家であるコンスタンチン・スタニスラフスキーは自ら脚本を書き伯父役を演じたが、役と「自然に完全な一体化」が生まれ「真の俳優の幸福」を味わうことができたと、自伝で述べている。

## あらすじ
私の伯父イェゴール・イリイッチ・ロスターニェフ大佐は、最愛の妻を亡くしてまもなく祖父等からの遺産としてステパンチコヴォ村を相続すると、軍務を退き娘と息子とともにその村に住み着いた。そして、ほどなくして彼の母親も二度目の夫クラホートキン将軍が亡くなったため、取り巻きを引き連れて息子の所に移ってきた。母親は、見栄っ張りの強欲なエゴイストで、息子に対しても厳しくあたっていたが、善良で心優しい伯父は母親に対しても従順だった。また、将軍夫人の取り巻きの一人に夫の書生をしていたファマー・フォミッチ・オピースキンという男がいたが、将軍夫人はこの男を崇拝していたので、彼が移って来てから一年も経たないうちにこの男は伯父の家で大きな力を持つことになった。
私は１０歳の頃に孤児となり、伯父の家に引き取られ養育された。ペテルブルグの大学を卒業してからは伯父の家からは離れ、都会暮らしていたが、つい最近伯父から手紙を受け取った。それには、今伯父の子供達の家庭教師をしている娘を紹介するから早く結婚するようにと書かれてあった。とりあえず私は実家に帰ることにしたが、その途中、偶然伯父のかつての同僚の一人からステパンチコヴォ村でのとんでもない話を聞くことになった。大佐が家庭教師の娘に恋をしているらしいので、この娘を家から追い出して大佐をある金持ちの女性と結婚させようと母親の将軍夫人とファマー・フォミッチが企んでいるというのだ。いずれにしろ自分の目で真相を確かめるしかないと思い、私はペテルブルグを発つことにした。ステパンチコヴォ村に向かう途中で隣村の地主スチェパン・アレクセーイッチ・バフチェーイェフから聞いた話では、１年ほど前にファマー・フォミッチたちがあの家に来てからというもの、今では近隣在住の者たちはファマー・フォミッチに腹を立てて、一家とは縁切り状態になってしまっているという。
ステパンチコヴォ村に着いたのは午後５時頃だった。久しぶりに会った伯父は、不安そうで、なにかに怯えているように見えた。翌日、私は伯父の家の者に紹介されたが、家の者たちにはあまり歓迎されていないようだった。その場にいたのは伯父とその家族である娘と息子と母親と叔母の他に、母親の取り巻きの婦人連や二人の若い青年と家庭教師の女性であった。家庭教師は若くすらりとした美人であった。しばらく経って家庭教師の父親も姿を見せたが、最後になってあのファマー・フォミッチが姿を現した。この家では、母親の将軍夫人が大きな権勢を振るっていたが、母親はこのファマー・フォミッチに額ずいているので、元書生ではあるこの男がこの家の事実上の支配者でもあったのだ。伯父さえも彼には遠慮し、怖れているように見えた。彼は、みんなの前で老侍僕のガヴリーラにフランス語を喋る試験をしたり、若い侍僕のファラレイには下品な踊りを踊っていると吊し上げたりした。私はファマー・フォミッチのあまりにも尊大で傲岸不遜な態度に我慢がならなかったので、つい若気の至りでその場で彼に露骨に盾ついてしまったが、私の思わぬ態度に伯父はさすがに動揺を隠せなかったようだ。
その日のすぐあとで家庭教師のナスターシャと直接話ができる機会があったので、彼女に思い切って自分との結婚話について尋ねてみたが、彼女はまったくその気持ちはないようだったし、この家の誰とも結婚するつもりはない、明日にでも父と一緒に出ていくつもりだ、と言ったのだ。それから私は伯父に呼ばれた。伯父は、ファマー・フォミッチと別れる事にしたと言ったが、結局その直後、ファマー・フォミッチに手切れ金のような形で莫大な金と住まいを提供するとまで申し出たのにあっさり拒絶され、しかもその潔い態度に伯父はかえってファマーにひれ伏してしまったのである。そこで伯父は、母親とファマーを納得させるためには、私を家庭教師のナスターシャと結婚させて、自分は資産家のタチヤーナ・イワノーヴナと結婚するしかないと腹を固めたのだ。それしか家庭教師を家に留めておく方法はないというわけだ。しかし私が、ナスターシャは私と結婚するつもりはないし、明日父親とこの家を出ていくと言っていた、と伝えると伯父は仰天してしまった。そこで伯父は、その晩ひそかにナスターシャと庭のはずれで密会し、私と結婚するよう説得したのだが、ナスターシャは伯父に抱きつき、伯父を愛している、自分は誰とも結婚しないで修道院に入る、と言ったという。しかも運悪く、二人が抱き合って接吻する瞬間をファマーに目撃されてしまったのである。伯父は、もはや正面突破しかない、ナスターシャにきちんと結婚を申し込む、とようやく腹をくくったのである。私も、伯父の本心を見抜いていたのでもちろんそれに賛成した。
伯父は翌朝手紙で、ファマーに自分の本心を伝え、どうか二人の結婚を認めて欲しいと頼んだという。その日は息子の命名祝が行われたのだが、祝いの会が終わらないうちに、ファマーは自分はこの家から出ていく、永遠にお別れです、と言った。止める伯父に対して、ファマーは、どうかあなたの情欲の炎を抑えてほしい、あなたは汚れない娘を堕落させてしまったのだ、と叫んだ。さすがに怒った伯父はとうとうファマーをこの家から追放してしまった。ファマーは雷鳴が轟くなかを馬車で出ていった。そのあと伯父は、ナスターシャに結婚の申し込みをしたが、ナスターシャはお母様や他の皆さんに認めてもらえないので結婚はできません、実家に帰ります、と断ったのである。将軍夫人とその取り巻きは、とにかくファマー・フォミッチを戻して欲しいと伯父に懇願した。伯父は、ファマーがこの娘さんを侮辱したことを認め謝罪するならと言って、自らファマーを連れ戻しに行くことにした。十分ほどでファマーは家にもどって来た。ファマーは、しばらく休んでから、気を取り戻すと謝罪どころか再び伯父に対して激しい非難の言葉を浴びせたが、途中で一転、大佐、とにかくさまざまな徴候によってあなたの愛が純粋なものであったばかりか、高尚なものでさえあった、ということを確信するに至ったので、二人をここに祝福します。ウッラーと叫んだのだ。これで、伯父とナスターシャはめでたく結婚することができた。
将軍夫人は結婚から三年後に亡くなったが、ファマーは二人が結婚したあとも、相変わらず我がままし放題でそれは彼が亡くなるまで七年間も続いた。娘のサーシャは、だいぶ前に立派な青年と結婚し、息子イリューシャはモスクワで勉学に励んでいる。伯父夫婦は子宝には恵まれず、今は水入らずの生活を楽しんでいる。
　　　　　　　　　　　　　　　　　　　　　　　　　　　　　　　　　－了－

## 登場人物
セルゲイ・アレクサンドロヴィッチ（愛称　セリージャ）
物語の語り手。幼少時に孤児となり、伯父のイェゴール・イリイッチ・ロスターニェフ大佐のもとで育てられる。今は、家を離れて都会暮らしをしている。
イェゴール・イリイッチ・ロスターニェフ大佐
セリョージャの伯父。退役大佐。退役後は地主として田舎で娘と息子、妹、それと子供達の家庭教師とともに暮らしていたが、そこに母親とその取り巻きが同居することになった。物語の始まる1年ほど前のことである。
クラホートキン将軍
イェゴール・イリイッチ・ロスターニェフ大佐の母親の夫。結婚したのは母親が42歳の時で彼女は将軍の看護役であった。将軍は、退役後は椅子に座ったままの病人であったが、ファマー・フォミッチを秘書役として近くにおき、わがまま放題の生活をしていた。すでに亡くなっている。
クラホートキン将軍夫人
イェゴール・イリイッチ・ロスターニェフ大佐の母親。強欲で、見栄っ張りな母親で、かつて息子の結婚にも反対し、息子をたえずエゴイストな親不孝者と責め立てている。いつも取り巻きに囲まれて生活している。
ファマー・フォミッチ・オピースキン
作家志望であったが挫折して、将軍の書生となり本の朗読と身の周りの世話係をしていた。かつては道化役であったが、いつの間にか将軍夫人のお気に入りとなり、将軍が亡くなったあとは将軍夫人もその足下にひれ伏していた。
ナスターシャ・イェヴグラーフォヴナ（愛称　ナスチェンカ）
伯父の子供たちの家庭教師。美人で清楚な女性。誠実で、優しいが芯の強いところもある。
イェヴグラーフ・ラリオーヌイッチ・イェジェヴィーキン
ナスターシャ・イェヴグラーフォヴナの父親。子沢山のため貧乏暮らしで、娘の収入に頼っている。伯父のところでは道化役を演じているが、高潔な人物。
スチェパン・アレクセーイッチ・バフチェーイェフ
近隣の地主で、伯父の軍務時代からの友人でもある。やや単純で激しやすい性格。
プラスコーヴィヤ・イリーニチナ
伯父の妹。無口でおとなしい性格。独身で伯父家族の身の回りの世話をしている。
アンナ・ニーロヴナ・ペレペリーツィナ
将軍夫人のお気に入りの老嬢。大佐と結婚したがっていたが、相手にされなかった。口うるさい、ヒステリー性の女性。
タチヤーナ・イワノーヴナ
幼い頃から孤児として悲惨な生活を送ってきたが、つい最近遠い親戚の者の遺産が転がり込んだおかげで大層な資産家となった。そのため、生来の空想的傾向に一層拍車がかかり、やや情緒不安定。根は優しく、高潔なところがある。
イワン・イワーヌイッチ・ミジンチコフ
「私」の再従兄弟にあたる28．9歳の浅黒い顔した黒毛の美青年。モスクワに妹がいる。伯父のところにやっかいになっている。
パーヴェル・セミニューイッチ・オブノースキン
25、6歳の青年で伯父の家に客として来ていた。
アンフィーサ・ペトローヴナ
パーヴェル・セミニューイッチ・オブノースキンの母親。口が達者で悪賢い女性。
サーシャ（愛称　サーシェンカ）
伯父の15歳になる娘。
イリューシャ
伯父の8歳になる息子。
ガヴリーラ
伯父の家の古くからの侍僕。ファマー・フォミッチにフランス語の習得を命ぜられる。伯父を慕っている。
ファラレイ
伯父の家の若い侍僕。踊りの名手。将軍夫人の世話係をしている。
ヴィドプリャーソフ
伯父の家の若い侍僕。ファマー・フォミッチの書記を勤めるが、他の侍僕を見下していて、またファマーに告げ口をするので怖れられてもいる。
コローフキン
40前後のうだつの上がらない男

## 主な日本語訳
- 『ドストエフスキー全集2　スチェパンチコヴォ村とその住人』 小沼文彦訳、筑摩書房
- 『ドストエーフスキイ全集2　スチェパンチコヴォ村とその住人』 米川正夫訳、河出書房新社
- 『ドストエフスキー全集3　ステパンチコヴォ村とその住人』 工藤精一郎訳、新潮社
- 『ステパンチコヴォ村とその住人たち』 高橋知之訳、光文社古典新訳文庫、2022年。電子書籍も刊